# 烏埃桑島

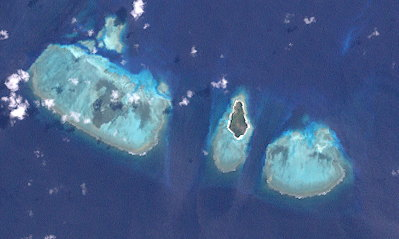

烏埃桑島（Quessant Island）是巴布亞新畿內亞米爾恩灣省的島嶼，位於瓦里島東南30公里的所羅門海，屬於路易西亞德群島的一部分，長1公里、寬0.5公里，面積0.5平方公里，該島在1768年6月17日被發現。